# Germán Rozenmacher
Germán Rozenmacher (Buenos Aires, 27 de marzo de 1936-Mar del Plata, 6 de agosto de 1971) fue un escritor y periodista argentino, de origen judío. Destacado por su narrativa relacionada con el desarraigo, la soledad, la discriminación y las preocupaciones político-sociales derivadas de su adhesión al peronismo, su cuento Cabecita negra es considerado un clásico de la literatura argentina.

## Biografía
Nació y se crio en el barrio de Once en el seno de una humilde familia judía. Estudió en la Facultad de Filosofía y Letras de la Universidad de Buenos Aires. Ejerció el periodismo en las revistas Compañero, Así, Panorama y Siete Días y en el diario Crónica.
En 1961 realizó una publicación personal de una colección de cuentos suyos bajo el título Cabecita negra, que ante el éxito que tuvo fue vuelta a publicar por la editorial de Jorge Álvarez en 1963.
Álvaro Abós, prologuista de una de las reediciones de Cabecita negra opina que:

...en la prosa tersa de Germán se combinaban la tradición judía y el peronismo. Era una mezcla explosiva, el peronismo siempre fue para Germán el espacio de los perseguidos.

En 1957, en plena dictadura autodenominada Revolución Libertadora, comienza a trabajar en una revista especializada en ciclismo llamada Ruedas. Tiempo después inicia un ciclo en Radio Antártida, donde los reportajes debían realizarse previamente y entregarlos en papel al censor de la radio. El censor los leía y daba su aprobación.
En 1964, se estrenó su obra teatral Réquiem para un viernes a la noche, referida a los conflictos familiares de un joven judío que decide adherir fervorosamente a los valores nacionales del país en el que nació.
En 1966, publicó Los ojos del tigre (1966), relacionado con la cuestión judía, las raíces de las personas y la soledad.
En 1970 terminó su obra de teatro El Caballero de Indias, considerada su obra mayor, nuevamente sobre las raíces judías. El teatro de la Sociedad Hebraica Argentina (SHA) se negó a poner la obra en acto considerando que no era adecuado que una institución judía difundiera una obra que mostraba a un judío en conflicto con sus tradiciones. La obra fue finalmente estrenada en 1982 por Luis Brandoni.
Murió junto a su hijo por una emanación de gas en 1971, a los 35 años.
En la década de 1980, Francisco Solano López, dibujante de El Eternauta, ilustró el cuento Cabecita negra para ser incluido en el libro La Argentina en pedazos de Ricardo Piglia.
El Centro Cultural Ricardo Rojas instituyó en 1999 el Premio Germán Rozenmacher para dramaturgos jóvenes.

## Obra

### Cuentos
- 1962: Cabecita negra
- 1966: Los ojos del tigre
- 1971: Cuentos completos

### Teatro
- 1964: Réquiem para un viernes a la noche
- 1970: El caballero de Indias